# El Limón
El Limón ist eine Stadt im Nordwesten des Bundesstaates Aragua in Venezuela. Sie befindet sich am Ufer des Flusses El Limón, vor dem Nationalpark Henri Pittier. Es ist Verwaltungssitz des Municipio Mario Briceño Iragorry.

## Geschichte
Das Gebiet, wo jetzt El Limón ist, war während der Kolonialzeit Teil einer Hazienda, wo Zuckerrohr angebaut wurde. Der erste Besitzer war der Kapitän Don Diego de Ovalle, ein Portugiese. Später wurde die Region an verschiedene Personen verkauft.